# 扣钟胡同
39°55′37″N 116°20′28″E / 39.9268754°N 116.3410065°E
扣钟胡同是位于中国北京市西城区西部的一条胡同。

## 简介
扣钟胡同东起展览馆路，西到百万庄南街。南侧为露园小区，北侧为扣钟北里。该胡同因此地原有扣钟寺而得名。
扣钟寺，正名为“广福寺”，明朝嘉靖年间太监刘宗政建，有大学士徐阶的碑记。相传早年该寺规模很大，其佛钟原悬在寺内的钟楼上。后来，该寺失火，钟楼焚毁，佛钟幸存。改建该寺时，将山门后縮，未复建钟楼，佛钟遂闲置在山门之前。1949年以前，该寺被废弃，神像、僧众、佛钟、石碑俱无存。只留下扣钟之名。
1950年代以后，此地陆续建成住宅区，形成街巷。1965年，扣钟胡同南侧的十一条南北走向的通道，由东而西，依次被命名为“扣钟南一巷”至“扣钟南十一巷”；扣钟胡同北侧的六条南北走向的通道，由东而西，依次被命名为“扣钟北一巷”至“扣钟北六巷”。1990年代初，扣钟胡同东起展览馆路，西到扣钟南十一巷，南侧依次与扣钟南一巷至扣钟南十巷相连，全长400米，平均宽7米。
扣钟胡同南侧1965年命名的各巷如下：
- 扣钟南一巷：北起扣钟胡同，南至中露园胡同。旧有古刹“广福寺”。
- 扣钟南二巷：北起扣钟胡同，南至扣钟南一巷。
- 扣钟南三巷：北起扣钟胡同，南至中露园胡同。
- 扣钟南四巷：北起扣钟胡同，南至扣钟南三巷。
- 扣钟南五巷：北起扣钟南四巷，西行南折至中露园胡同。
- 扣钟南六巷：北起扣钟南七巷，南至北露园胡同。
- 扣钟南七巷：北起扣钟胡同，南至扣钟南六巷。
- 扣钟南八巷：北起扣钟胡同，南至北露园胡同。
- 扣钟南九巷：北起扣钟胡同，南至北露园胡同。
- 扣钟南十巷：北起扣钟胡同，南至北露园胡同。
- 扣钟南十一巷：北起扣钟胡同，南至北露园胡同。

如今，扣钟胡同南北的小巷均已消灭。扣钟胡同北侧建有扣钟北里，南侧为北露园（位于露园小区北部），最东端原为审计署办公楼，现为国家药品监督管理局所在地。